# Kırkdilim, Çekerek
Kırkdilim là một xã thuộc huyện Çekerek, tỉnh Yozgat, Thổ Nhĩ Kỳ. Dân số thời điểm năm 2010 là 119 người.